# Olive and the Heirloom
Olive and the Heirloom è un cortometraggio muto del 1915 diretto da Richard Ridgely.
Undicesimo episodio della serie Edison a un rullo Olive's Opportunities.

## Produzione
Il film fu prodotto dalla Edison Company.

## Distribuzione
Distribuito dalla General Film Company, il film - un cortometraggio in una bobina - uscì nelle sale cinematografiche USA il 2 febbraio 1915.